# Salva Calcio
Das Dekret legge 24 dicembre 2002 n. 282 (Decreto Legge Fiscale: scudo fiscale al 2,5 %, dismissione immobili e partite IVA), besser bekannt als salva-calcio (Rettet den Fußball), veränderte unter dem italienischen Kabinett Berlusconi II (Berlusconi war der auch betroffene Eigentümer des AC Mailand) die Abschreibungsregeln des italienischen Profifußballs, wodurch die Vereine der Serie A nicht mehr Steuerschuldner der Regierung waren, sondern Steuerrückzahlungen erhielten. Nach Modifikationen aufgrund von Verhandlungen mit dem Wettbewerbskommissar der Europäischen Union, Mario Monti, wurde das Dekret 2003 durch das Parlament trotz massiver Proteste zum Gesetz legge 21 febbraio 2003 n. 27.
Das Gesetz hat zwei wesentliche Auswirkungen:
1. Der Verkauf von Vereinsimmobilien an den Staat muss nicht im Jahr der Veräußerung als Gewinn versteuert werden, sondern kann mit gleichmäßigen 2,5 Prozent über 40 Jahre abgeschrieben werden und ist zudem mehrwertsteuerfrei.
2. Spieler können als Wirtschaftsgüter über 10 Jahre auch über das Vertragsende hinaus abgeschrieben werden, sofern sie nicht verkauft werden.[3]

## Folgen des Gesetzes
Die Bereitschaft der Vereine, sich von (alten) teuren Innenstadtimmobilien zu trennen und in Stadtrandlagen neu zu bauen, hat deutlich zugenommen. Während Vereine zuvor Spielerhändler waren, die auch ältere Spieler mit steuerlich absetzbarem Verlust verkauften, kann es nun finanziell interessanter sein, den Spieler zu verrenten und weiter steuersparend abzuschreiben. Die Regeln der UEFA gestatten im Wesentlichen alles, was nach den Steuerrichtlinien eines Staates zulässig ist, sodass salva calcio die Ungleichheit auch nach dem Financial Fairplay nicht beseitigt. Der Konkurs weiterer Vereine konnte damit abgewendet werden, nachdem 2002 bereits die AC Fiorentina bankrottgegangen war. Der AC Mailand machte dadurch einen kurzfristigen Gewinn von 34.768.244 Euro. Das größte Plus konnte Inter Mailand mit 62.661.922 Euro verbuchen.